# Финогенова, Млада Константиновна
Млада Константиновна Финогенова (род. 1941) — советский и российский художник-живописец. Член Союза художников СССР (с 1969). Член-корреспондент РАХ (2011). Заслуженный художник Российской Федерации (1999). 

## Биография
Родилась 16 января 1941 года в Москве.
В 1958 году была участницей на выставке «Детское творчество» проходившей в Индии, за которую была премирована. С 1960 по 1965 год обучалась в Московском художественном институте имени В. И. Сурикова, занималась в творческой мастерской народного художника СССР Е. А. Кибрика. 
Наиболее известные художественные произведения М. К. Финогеновой в области живописи и пейзажа: «Храм Христа Спасителя», «Лето ушло» и «Лето в доме» (1988), «Белая сирень», «Медовый Спас» и «Яблочный Спас» (1989),  «Сухарева Башня» (1991), «Голубая весна» и «Бирюзовый интерьер» (1995), «Осенний интерьер» (2000), «Праздник в доме» и «Солнце в доме» (2001), «Зимние праздники» (2003), «Весна Ксюша» (2007), «Сирень цветёт» (2006), «Майский ветер»(2008), «Первый снег. Яблоки» (2009), «Яблоки на снегу» и «Счастливая юность» (2010), «В Борисоглебской мастерской» (2011), «Белые ночи в Борисоглебе» (2012). С 1965 года была участником республиканских, всероссийских и всесоюзных художественных выставок.
С 1969 года М. К. Финогенова была избрана членом Союза художников СССР, с 2009 года — членом Союза художников России. В 2011 году избрана — член-корреспондентом Российской академии художеств по Отделению живописи.
26 января 1999 года Указом Президента России «За заслуги в области искусства» М. К. Финогеновой было присвоено почётное звание Заслуженный художник Российской Федерации.

### Оценка деятельности
По словам искусствоведа В. С. Манина о творчестве М. К. Финогеновой: 

Творчество Финогеновой иногда трудно разделить на интерьер и пейзаж. Казалось бы, интимность интерьера вдруг выносится в открытый пейзаж, а задушевность чисто русского пейзажа возвращается в интерьер. Такое ощущение строится на двух факторах. Перспектива не упирается в далевые просторы за террасой или окном, а сливается благодаря ближнему и дальнему плану, интерпретированным как единое целостное пространство. Второе, не менее важное обстоятельство — это эмоциональное состояние, чувство соприродности человеческого обитания и развернутых перспектив. Это главным образом индивидуализированное, задушевное восприятие дома и природы, возникающее благодаря гармонии тонов и цветовому разнообразию. Цвет никогда не бывает пёстрым, он не разрывает поверхность холста. Интимное тональное звучание цвета входит в образ спокойной, гармоничной жизни обитателей сюжетного действия. Картины Финогеновой отмечены высоким вкусом. Каждая деталь интерьера оказывается на своём месте. В композиции — ничего лишнего. Здесь чувствуется не принудительный отбор деталей, а только то, что в совокупности представляется художественным достоянием. Яркий, но угомонённый тоном, цвет звучит спокойной мелодией, где нет контрастов и лишних звучаний, приводящих к дисгармонии. Это качество, пожалуй, является основой созерцательного настроения, его лейтмотивом

## Награды
- Заслуженный художник Российской Федерации (1999)[3]